# George Kingsley Zipf
George Kingsley Zipf, ameriški jezikoslovec in filolog, * 7. januar 1902, Freeport, Illinois, ZDA, † 25. september 1950, Newton, Massachusetts, ZDA.
Zipf je raziskoval statistične pojavitve v različnih jezikih. Je eponim za Zipfov zakon, ki pravi, da medtem ko se v jeziku pogosto rabi le nekaj besed, se jih veliko ali večino rabi poredko:
{\displaystyle P_{n}\sim 1/n^{a}\;,}
kjer je Pn frekvenca besede na n-tem mestu, eksponent a pa je skoraj 1. To pomeni, da se drugo uvrščena beseda pojavlja približno 1/2-krat toliko kot prva, tretja pa le 1/3-krat toliko.
Zipf je poučeval na Univerzi Harvard. Raziskoval je kitajščino in z njegovim delom se lahko pojasnijo značilnosti interneta in tudi mnoge druge zbirke podatkov.